# État du Hatay
Pour les articles homonymes, voir Hatay (homonymie).
1938–1939
Entités précédentes :
- Sandjak d'Alexandrette (République syrienne)

Entités suivantes :
- Hatay (Turquie)

L'État du Hatay (en turc : Hatay Devleti ; en arabe : دولة خطاي / dawlat haṭāy) était un territoire éphémère créé à partir du sandjak d'Alexandrette, détaché de la Syrie en 1938. Cette nouvelle république, créée par une résolution de la Société des Nations, devait permettre de résoudre les conflits ethniques dans cet ancien sandjak.

## Histoire

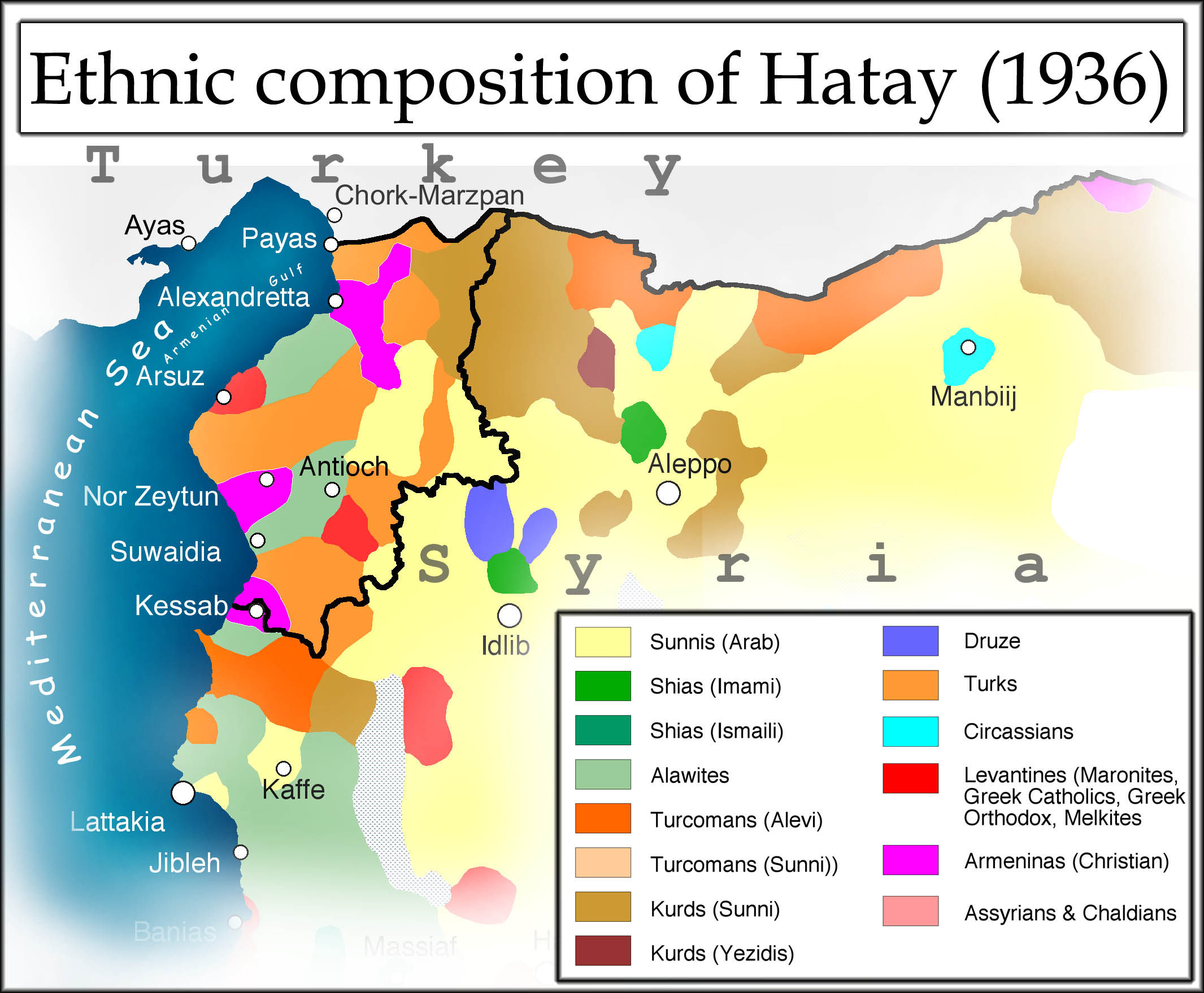
Composition ethnique en 1936.

Après l'entrée en vigueur du mandat français en Syrie et au Liban en 1920, la Turquie demande en 1936 à la Société des Nations que le Hatay puisse se prononcer sur son indépendance. En conséquence des délibérations de la Société des Nations, le Parlement local vote en faveur de l'indépendance le 2 septembre 1938, qui conduit à la constitution de la République autonome de Hatay,. Tayfur Sökmen est élu président de la République et Abdurrahman Melek (en) devient Premier ministre. La langue officielle de cette république était le turc, mais le français et l'arabe étaient les langues secondaires.
Le parlement de la République du Hatay vote ensuite son rattachement à la Turquie.
La Turquie et la France sont chargées de préserver la souveraineté de cet État. Le territoire est officiellement rattaché à la Turquie par l’accord franco-turc du 23 juin 1939, intitulé : « Arrangement portant règlement définitif des questions territoriales entre la Turquie et la Syrie ». Le Hatay est alors rattaché à la Turquie. La région est depuis lors une pomme de discorde entre la Turquie et la Syrie, même si elle est devenue aujourd'hui un centre cosmopolite où se côtoient des personnes de nombreuses cultures et de confessions différentes.

## Dans la fiction

Drapeau fictif du Hatay dans Indiana Jones et la Dernière Croisade.

La République du Hatay est un site clef de l'une des aventures d'Indiana Jones, Indiana Jones et la Dernière Croisade (1989), dont l'action se déroule précisément en 1938. Dans le scénario, le Graal est dissimulé quelque part dans cette République. Dans le film, le Hatay est dirigée par un sultan, correspondant aux stéréotypes occidentaux au sujet des autocrates orientaux. Un drapeau de l'État aurait été créé pour le film, bien que certains commentateurs estiment que cet accessoire puisse être inspiré d'un authentique drapeau.